# مارتون، میدلزبرو
مارتون (به انگلیسی: Marton) یک حومه شهر در بریتانیا است که در میدلزبرو واقع شده‌است. مارتون ۹٬۹۹۰ نفر جمعیت دارد.